# Sophia Leopoldina von Hessen-Wanfried
Sophia Leopoldina von Hessen-Wanfried (* 17. Juli 1681 in Wanfried; † 18. April 1724 in Bartenstein) war eine landgräfliche Prinzessin aus der Nebenlinie Hessen-Wanfried des Hauses Hessen und wurde durch Heirat Gräfin von Hohenlohe-Bartenstein.

## Leben
Sophia Leopoldina wurde als Tochter des Landgrafen Karl von Hessen-Wanfried und dessen Gemahlin Alexandrine Juliane von Leiningen-Dagsburg (1651–1703), Witwe des  Landgrafen Georg III. von Hessen-Darmstadt, geboren. Ihre Geschwister waren:
- Wilhelm (1671–1731)
- Friedrich (1673–1692)
- Charlotte Amalie (1679–1722), ⚭ Fürst Franz II. Rákóczi
- Maria Anna (1685–1764), ⚭ Daniel von Ingenheim
- Christina Francisca (1688–1728), ⚭ Dominik Marquard zu Löwenstein-Wertheim-Rochefort
- Christian (1689–1755)
- Juliana Elisabetha (1690–1724), ⚭ Christian Otto Graf von Limburg-Styrum, und
- Eleonora Bernardina (1695–1768), ⚭ Hermann Friedrich, Graf zu Bentheim-Bentheim.

Im Alter von elf Jahren wurde Sophia Leopoldina für das Stift Essen präbendiert und am 29. August 1696 dort nach Erfüllung der Residenzpflicht Kapitularin. Noch im selben Jahr legte sie im Stift St. Ursula in Köln die Aufschwörung vor, um ihre Stiftsfähigkeit nachzuweisen. 1699 erhielt sie dort eine Präbende für die verstorbene Äbtissin Maria Franziska von Waldburg-Zeil-Wurzach.
1701 verzichtete sie auf diese Pfründe, nachdem sie am 12. Juni 1700 im Kloster Altenberg  bei Wetzlar den Reichsgrafen Philipp Karl zu Hohenlohe-Bartenstein geheiratet hatte. Aus der Ehe gingen folgende Kinder hervor:
- Carl Philipp Franz, späterer regierender Graf bzw. Fürst zu Hohenlohe-Bartenstein (1702–1763), Heirat am 26. Mai 1727 mit Prinzessin Sophie Friederike von Hessen-Homburg, Gräfin von Limpurg (18. Februar 1714; † 1. Mai 1777)
- Joseph Anton Friedrich, ab 1745 Fürst zu Hohenlohe-Bartenstein-Pfedelbach (* 5. April 1707 in Bartenstein; † 14. Mai 1764 in Ellwangen)
- Anton Ruprecht Franz Ferdinand zu Hohenlohe-Bartenstein (* 23. Juni 1709 in Bartenstein; † 3. April 1745 ebenda), Heirat am 15. Februar 1737 mit Gräfin Marie Felizitas von Waldburg zu Zeil (26. Juni 1722; † 22. August 1751)
- Maria Anna Adelheid (* 4. August 1701; † 16. September 1758), Heirat 1731 mit Louis Ferdinand Joseph de Claris-Valincourt, Marquis de Laverne-de-Rodes († 1773 in Brüssel)
- Leopoldine Ernestine Juliane (* 21. August 1703 in Brüssel; † 1776 in Aachen), Heirat am 3. Juni 1731 mit Franz von Nassau-Siegen (* 18. Oktober 1678; † 4. März 1735)[2].
- Drei weitere Töchter verstarben im frühen Kindesalter.

Sophia Leopoldina fand in der Schlosskirche Bartenstein ihre letzte Ruhestätte.